# Jean Carson
Jean Leete Carson (Charleston, 28 febbraio 1923 – Palm Springs, 2 novembre 2005) è stata un'attrice statunitense.

## Filmografia parziale

### Cinema
- La città del vizio (The Phenix City Story), regia di Phil Karlson (1955)
- Ho sposato un mostro venuto dallo spazio (I Married a Monster from Outer Space), regia di Gene Fowler Jr. (1958)
- L'urlo e la furia (The Sound and the Fury), regia di Martin Ritt (1959) - non accreditata
- Il grande peccato (Sanctuary), regia di Tony Richardson (1961)
- Peter Gunn: 24 ore per l'assassino (Gunn), regia di Blake Edwards (1967)
- Hollywood Party (The Party), regia di Blake Edwards (1968)
- Non rubare... se non è strettamente necessario (Fun with Dick and Jane), regia di Ted Kotcheff (1977)

### Televisione
- Fearless Fosdick – serie TV, 13 episodi (1952) - voce
- Robert Montgomery Presents – serie TV, 2 episodi (1950-1952)
- Studio One – serie TV, 4 episodi (1949-1952)
- The Man Behind the Badge – serie TV, 2 episodi (1954)
- Modern Romances – serie TV, 5 episodi (1955)
- Schlitz Playhouse of Stars – serie TV, 2 episodi (1952-1956)
- The 20th Century-Fox Hour – serie TV, episodio 2x09 (1957)
- The Court of Last Resort – serie TV, episodio 1x08 (1957)
- Sugarfoot – serie TV, episodio 1x09 (1958)
- Peter Gunn – serie TV, episodio 1x15 (1958)
- The Betty Hutton Show – serie TV, 7 episodi (1959-1960)
- Lock-Up – serie TV, episodi 1x18-2x11 (1960)
- The Chevy Mystery Show – serie TV, episodio 1x02 (1960)
- Ispettore Dante (Dante) – serie TV, episodio 1x19 (1961)
- La famiglia Potter (The Tom Ewell Show) – serie TV, 3 episodi (1961)
- Ripcord – serie TV, episodio 1x04 (1961)
- Corruptors (Target: The Corruptors) – serie TV, episodio 1x15 (1962)
- The Andy Griffith Show – serie TV, 4 episodi (1962-1965)
- Perry Mason – serie TV, episodio 7x17 (1964)
- The Outsider – serie TV, episodio 1x13 (1968)